# 松沢直樹
松沢 直樹（まつざわ なおき、1968年3月3日 - ）は、日本のフリーライター、児童文学作家。元インディユニオン執行副委員長。

## 経歴
1968年3月3日、福岡県北九州市生まれ。システムエンジニア、航空会社職員などを経て、1994年よりライターとして活動を始める。1996年よりフリーとなり、食関係の記事をはじめ、医療・社会保障など多岐のジャンルについて執筆に携わる。
また、2006年より児童書の上梓も手がける。近年では映画評論の記事を多く寄稿しているが、そもそもライターとしての活動開始の契機が、知人を通じて知り合った映画監督の故・相米慎二氏の影響であり、他のジャンルよりも映画評論の仕事が一番古くから携わっている仕事だと本人は述べている。
2019年に双極性障害を発症したことを産経新聞のコラムで公表している。

## 著作
- 『漢方200パーセント活用術』はまの出版、1999年 ※共著、出版社倒産により現在は絶版
- 『月下美人』バーチャルクラスター、2003年
- 『埋もれ行く恋』紀伊國屋書店、2006年
- 『ぼくたちの空とポポの木』紀伊國屋書店、2006年
- 『食費革命』三五館、2009年 ※出版社倒産により絶版するが、ディスカバー21より電子書籍で復刊
- 『小さなつばめとりんごの木』紀伊國屋書店、2012年
- 『さぼちゃんのおぼうし』紀伊國屋書店、2013年
- 『うちの職場は隠れブラックかも』三五館、2013年 ※出版社倒産により絶版するが、ディスカバー21より電子書籍で復刊
- 『アンダーソンハウス　週替わりの父の愛人』2014年
- 『水底に沈む水槽』2016年
- 『おっさんず六法』飛鳥新社、2021年
- 『大陸を駆ける十字架』高文研、2024年

## 主なウェブ媒体・週刊誌への寄稿
- 講談社 週刊現代
- PHP研究所 THE21
- 主婦と生活社 週刊女性
- 小学館 女性セブン
- 扶桑社 週刊SPA!
- リクルートライフスタイル メシ通
- ぴあ株式会社 ウレぴあ総研（恋愛コラムなどの寄稿）
- サイゾー株式会社 Wezzy（労働問題に関するコラム）

## 評論した映画作品
- 犯人に告ぐ 瀧本智行監督 2007年 外部宣伝協力
- デストロイヴィシャス 島田角栄監督 2011年 ブレーン
- まだ、人間 松本准平監督 2011年 外部宣伝協力
- 森ウルフ 零零から愛を植える 島田角栄監督 2012年 ブレーン
- 最後の命 松本准平監督 2014年 外部宣伝協力
- ニート・オブ・ザ・デッド 南木顕生監督 2015年 外部宣伝協力
- 鉄の子 福山功起監督 2016年 宣伝協力
- パーフェクトレボリューション 松本准平監督 2016年 外部宣伝協力
- ベースメント 井川楊枝監督 2016年 宣伝協力
- 種をまく人 竹内洋介監督  2019年 外部宣伝協力

## 主なテレビ出演
- フジテレビ 情報プレゼンター とくダネ!「忘年会スルー問題」コメント、2019年12月17日
- フジテレビ バイキング「忘年会スルー問題」コメンテーター、2019年12月18日